# 레응이전
레응이전(베트남어: Lê Nghi Dân / 黎宜民 여의민, 1439년 ~ 1460년 6월 24일(음력 6월 6일))은 대월 후 레 왕조의 제4대 황제이다.

## 생애
본래는 태종의 아들로 태어나자마자 황태자에 책봉되었으나 그의 어머니인 양씨가 교만하게 행동하여 태종은 양씨를 내쫓고 양씨의 소생인 의민을 양산왕(베트남어: Lạng Sơn vương / 諒山王)으로 강등시켰다. 이후 태자의 자리는 의민의 이복동생 여방기(인종)에게로 갔으며 여의민은 이 일에 불만을 품게 되었다.
1459년 여의면은 쿠데타를 일으켜 인종과 그의 모친 선자태후를 죽인 후 황제에 자립하였다. 그러나 1년 후 1460년 완치와 정렬 등의 세력이 여의민을 폐위시키고 그의 또다른 이복동생인 여사성을 추대하였다.

## 기년
| 여덕후      | 원년            | 2년        |
| ----------- | --------------- | ---------- |
| 서력 (西曆) | 1459년          | 1460년     |
| 간지 (干支) | 기묘(己卯)      | 경진(庚辰) |
| 연호 (年號) | 천흥(天興) 원년 | 2년        |

| 전임 인종 | 제4대 대월 후 레 왕조의 황제 1459년 ~ 1460년 | 후임 성종 |